# عبادة بن الوليد بن عبادة بن الصامت
عبادة بن الوليد بن عبادة بن الصامت بن قيس بن أصرم بن فهر بن ثعلبة بن غنم بن سالم بن عوف بن الخزرج أبو الصامت وقيل أبو الوليد الأنصاري، المدني، الخزرجي. من رواة الحديث وهو ثقة، عداده فِي أهل الْمَدِينَة. خرج عبَادَة بن الْوَلِيد مَعَ أَبِيه فِي الْأَنْصَار يطْلب الْعلم فلقى جمَاعَة من الصَّحَابَة وَسمع مِنْهُم وكان فقيها حجة.

## روايته للحديث النبوي
- روى عَنْ: أم المؤمنين عائشة، وأبيه الوليد بن عبادة بن الصامت، وجده عبادة بن الصامت، وَأَبِي أَيُّوْبَ، وَأبي الْيُسْر صَاحب رَسُول الله ، وَجَابِر بن عبد الله.
- وَعَنْهُ: أَبُو حَزْرَةَ يَعْقُوْبُ بنُ مُجَاهِدٍ، وَيَحْيَى بنُ سَعِيْدٍ، وَابْنُ إِسْحَاقَ، وعبيد الله بن عمر، وَابْن عجلَان، وَيزِيد بن الْهَاد.[2]
- الجرح والتعديل: قال أبو زرعة الرازي: «ثقة»، وقال أحمد بن شعيب النسائي: «ثقة»، وقال ابن حجر العسقلاني: «ثقة»، وقال الذهبي: «ثقة».[1]